# Republikanische Hilfe
Die Republikanische Hilfe war eine Rechtshilfe- und Gefangenenhilfsorganisation im Rahmen der außerparlamentarischen Opposition in der Bundesrepublik Deutschland. Die Gruppe Republikanische Hilfe ist wie die Gruppe Rote März Fraktion nach dem Auseinanderfallen des Frankfurter Sozialistischen Deutschen Studentenbunds (SDS) entstanden. Im Juli 1968 wurde das Kuratorium Republikanische Hilfe gegründet. Ihren Sitz hatte die Republikanische Hilfe in Frankfurt am Main, in der Wilhelm-Hauff-Str. 5. 

## ZeitschriftJustiz Info
Es wurden die Zeitschriften Justiz Info und Materialien zur politischen Justiz herausgegeben. Für die Info-Produktion sammelte die Republikanische Hilfe von Genossen Manuskripte, lokale Informationen, Flugblätter und Prozess-Materialien („Schickt alle Springerprozeß-Materialien für die Springerdokumentation an Rep. Hilfe“), die sie dann zum Nachdruck zerschnitten und so zu einer neuen Info zusammensetzten. Die Republikanische Hilfe empfahl in ihrem Blatt Justiz Info den Genossen: „bekämpft die Reformisten“, „Brecht den Prüfungsterror“.
Die Justiz Info konnte im Einzelversand für DM 10,- pro 7 Exemplare bezogen werden. Die Redaktion der Materialien zur politischen Justiz Nr. 1 verantworteten Inge Hornischer und Karl Dietrich Wolff.

### Eigendarstellung derJustiz Info
„Die Justiz Info versteht sich nicht als ein Organ, das lediglich dazu dient, die Justizkampagne, was immer man darunter verstehen mag, zu analysieren und Strategien gegen die Strafjustiz zu diskutieren. Wir sehen auch keine ausreichende Legitimationsgrundlage für ihn darin, daß wir allein Urteile der ordentlichen Gerichtsbarkeit gegen Demonstranten publizieren und kommentieren, weil wir die Problematik von Recht und Gerichten dann auf den durch das Gerichtsverfassungsgesetz von 1877 gesteckten Rahmen von Justiz im klassischen Sinne reduzieren würden“.
Selbsterklärte Ziele waren:
- „den Klassenkampf ins Arbeitsrecht tragen“,
- produktives Chaos produzieren für einen politischen Orgasmus,
- Revolution gegen die Ordinarienclique: „Befreit euch von den Ordinarienlurchen“,
- die Gewaltdiskussion an der Universität auf einer neuen Ebene zu führen.

Aus der Sicht der Republikanischen Hilfe ist die Justiz „die Hure der herrschenden Klasse“ und die Professoren der juristischen Fakultät sind ihre Zuhälter. Die kapitalistische Herrschaft und ihre „juristischen Knechte“ galt es zu vernichten. In dieser Hinsicht versuchte die Kampfgruppe Jura einen revolutionären Praxisbezug herzustellen. Sie war längst nicht mehr nur ein Debattierclub, sondern richtete z. B. einen Feuerwehrschlauch gegen einen Dozenten und Hörer und warf Farbbeutel und Knallkörper. Dazu schrieb Der Spiegel 30 Jahre später: Die „Kampfgruppe Jura“ griff zum Feuerwehrschlauch, um „reaktionäre“ Vorlesungen zu sprengen, und der agitierende Philosophieschüler Hans-Jürgen Krahl, der wegen Hausfriedensbruch vor Gericht stand, nahm seinen Lehrer Adorno höchstselbst ins Kreuzverhör über die „Phänomenologie der Okkupation“.

## Konflikte zwischen Kampfgruppe Jura und Basisgruppe in Frankfurt
Reformistische Teile der Basis-Gruppe Jura warfen Mitgliedern der Kampfgruppe Jura vor: „sie seien puristische, aktionistische Scheißer, denen man die Unfähigkeit ablesen kann, zu erkennen, was faktische Streik-Durchführung heißt, und welche Möglichkeiten es gibt, in solchen Situationen über die Grenzen der eigenen Fakultät hinauszugelangen.“
Die Fraktion Kampfgruppe Justiz sah die reformistische Basisgruppe als politischen Gegner, deren Basisgruppenmitglieder es für ihre Zwecke durch Diskussionen zu instrumentalisieren galt oder sie zu vernichten: „Nehmt den Kampf auf gegen Reformismus in den Basisgruppen!“

## Beobachtung durch den Verfassungsschutz
Seit der Bundesverfassungsschutz für das Jahr 1968 seinen ersten Bericht veröffentlichte, stand die Republikanische Hilfe, wie auch der SDS neben anderen mit ihm kooperierender Vereinigungen, wie dem Republikanischen Club Berlin, dem Sozialistischen Bund und dem Aktionszentrum Unabhängiger und Sozialistischer Schüler, als linksextreme Gruppe unter Beobachtung.